# 3854 George
3854 George (1983 EA) là một tiểu hành tinh bay qua Sao Hỏa được phát hiện ngày 13 tháng 3 năm 1983 bởi Shoemaker, C. ở Palomar.